# PGC 11437
LEDA/PGC 11437, auch UGC 2491, ist eine Linsenförmige Galaxie vom Hubble-Typ SB0/a im Sternbild Perseus am Nordsternhimmel. Sie ist schätzungsweise 222 Millionen Lichtjahre von der Milchstraße entfernt und hat einen Durchmesser von etwa 40.000 Lichtjahren. Vom Sonnensystem aus entfernt sich das Objekt mit einer errechneten Radialgeschwindigkeit von näherungsweise 4.900 Kilometern pro Sekunde.
Gemeinsam mit fünf weiteren Mitgliedern bildet sie die Lyons Groups of Galaxies LGG 80 um PGC 11625. Im selben Himmelsareal befinden sich unter anderem die Galaxien PGC 11444, PGC 138577, PGC 138583, PGC 138590.